# Бугров, Яков Степанович
Я́ков Степа́нович Бугро́в (19 ноября 1927—1991) — советский математик, доктор физико-математических наук, профессор.
Выпускник Благовещенского горного техникума 1947 года и физико-математического факультета Благовещенского педагогического института 1953 года.
Аспирант Математического института им. В. А. Стеклова, кандидат физико-математических наук (1958).
В 1958—1969 годах (последовательно) декан физико-математического факультета, заведующий кафедрой высшей математики, заведующий кафедрой математического анализа Благовещенского педагогического института. Доктор физико-математических наук (1964).
В 1969—1987 годах декан физико-технического факультета, а в 1982—1991 годах заведующий кафедрой высшей математики-2 Московского института электронной техники.
Автор, в соавторстве с академиком Сергеем Михайловичем Никольским, трёхтомного учебника «Высшая математика: Учебник для вузов» (1980) — базового учебника по высшей математике инженерно-технических вузов. В 1987 году за разработку данного учебника авторы были удостоены Государственной премии СССР.

## Публикации
- Бугров Я. С., Никольский С. М. Высшая математика — дифференциальное и интегральное исчисление — в 2-х томах (1980, переизд. 2004)
- Бугров Я. С., Никольский С. М. Элементы линейной алгебры и аналитической геометрии. - 1988.
- Бугров Я. С., Никольский С. М. Дифференциальные уравнения, кратные интегралы, ряды, функции комплексного переменного. - 1989.
- Бугров Я. С., Никольский С. М. Сборник задач по высшей математике (переизд. 1997)